# Sibulan
Sibulan (Bayan ng Sibulan) är en kommun i Filippinerna. Kommunen ligger på ön Negros, och tillhör provinsen Negros Oriental. Folkmängden uppgår till 37 523 invånare.
Sibulan är indelat i 15 barangayer.

## Bildgalleri

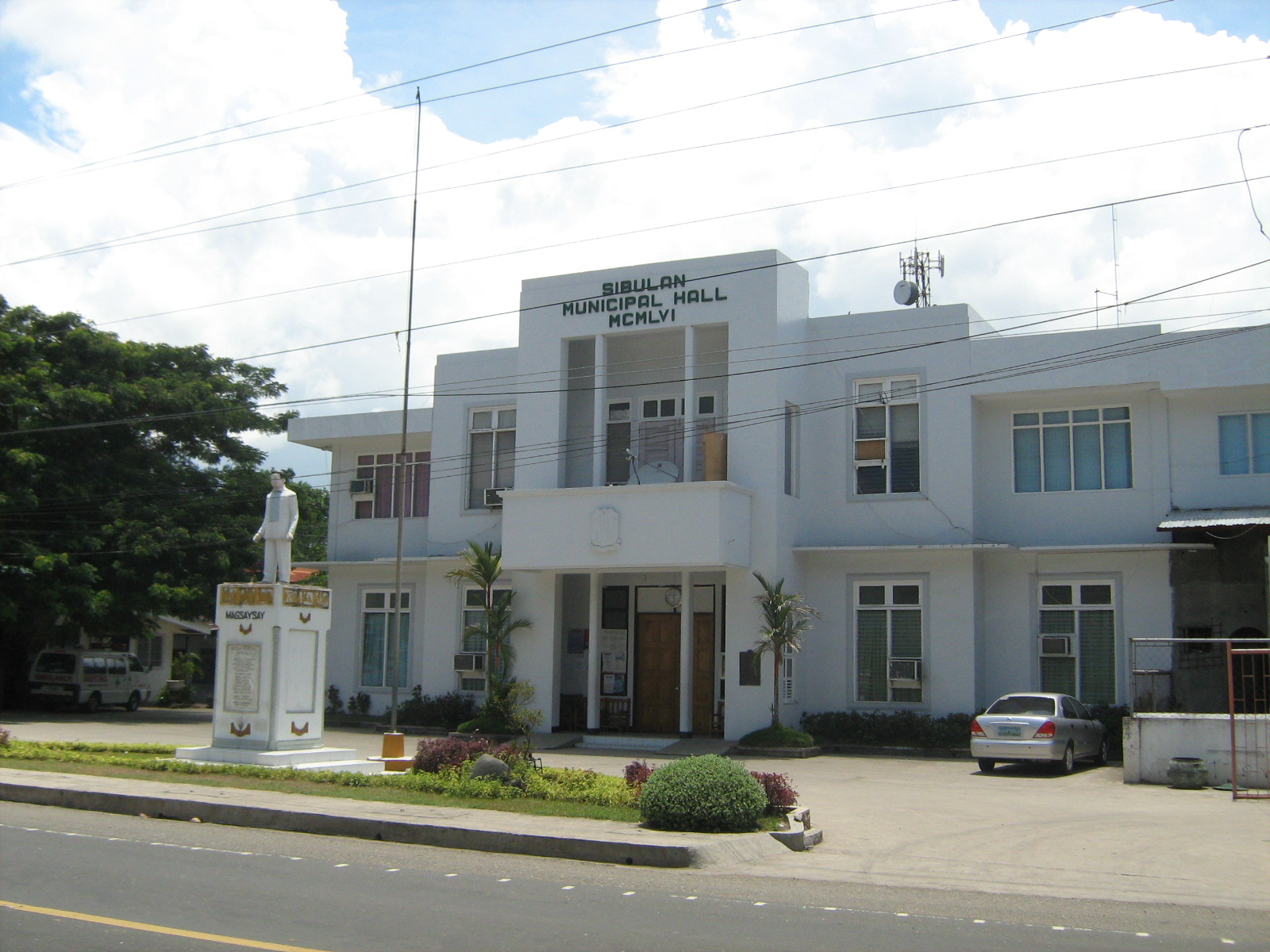
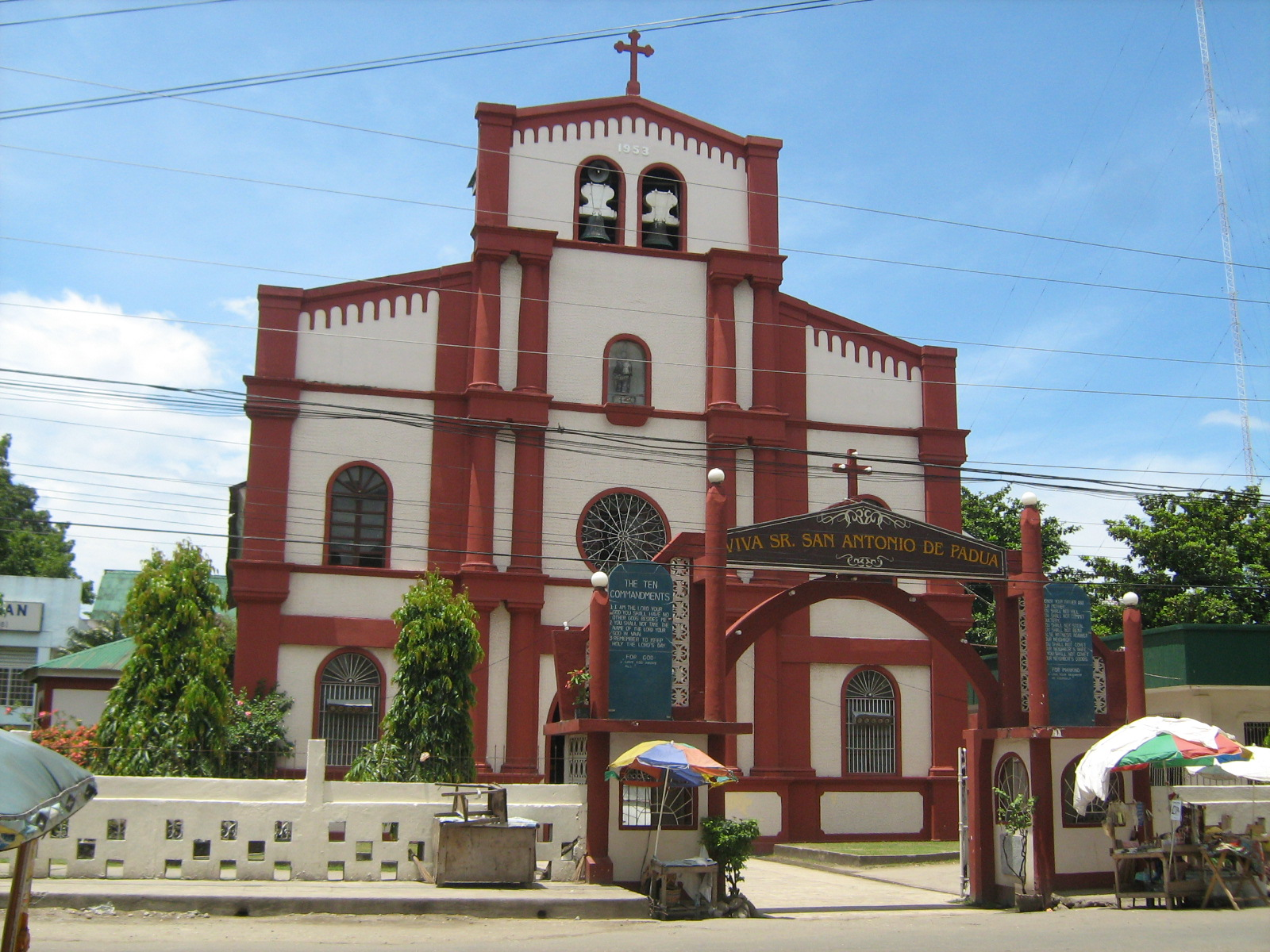
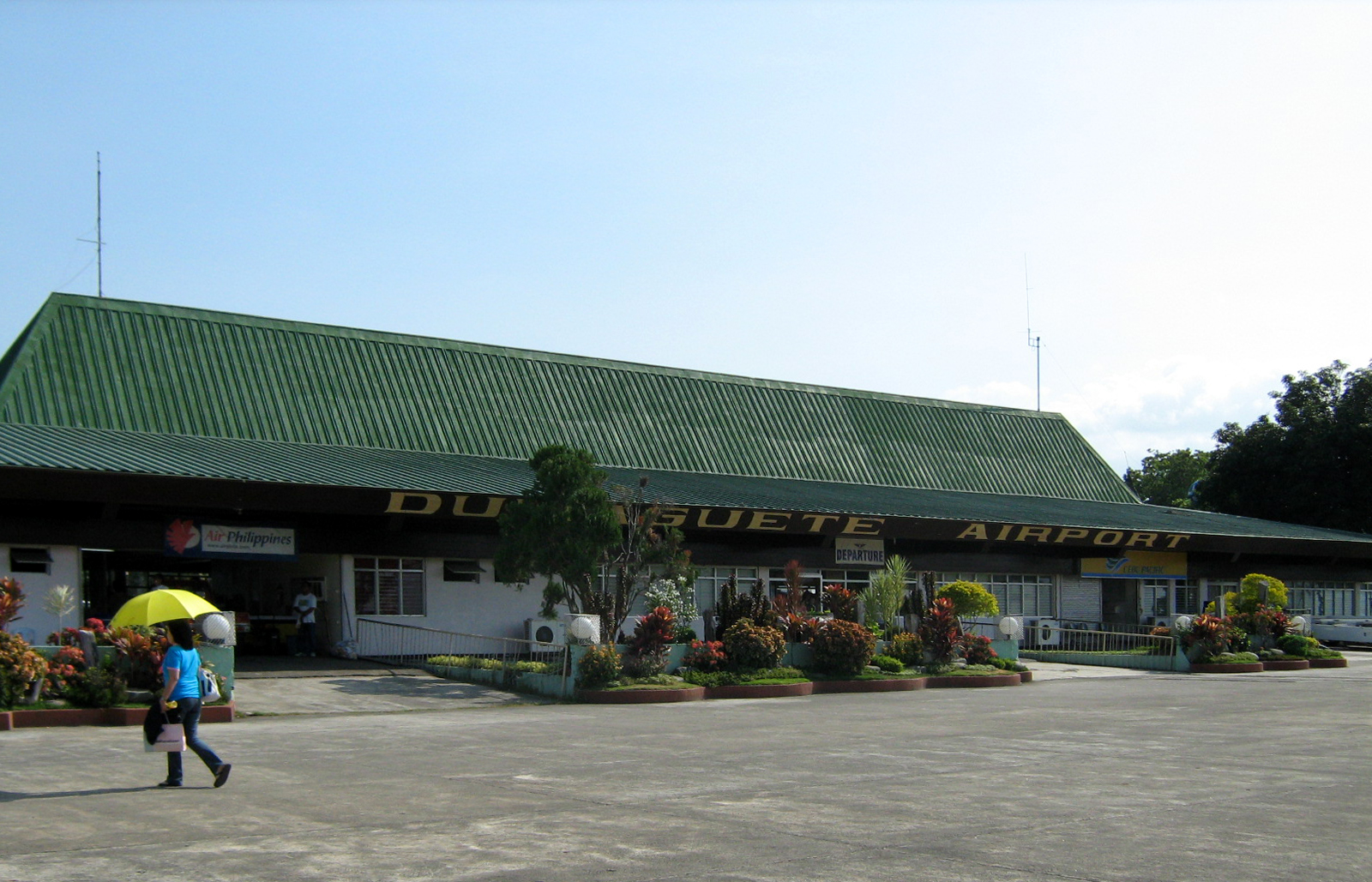
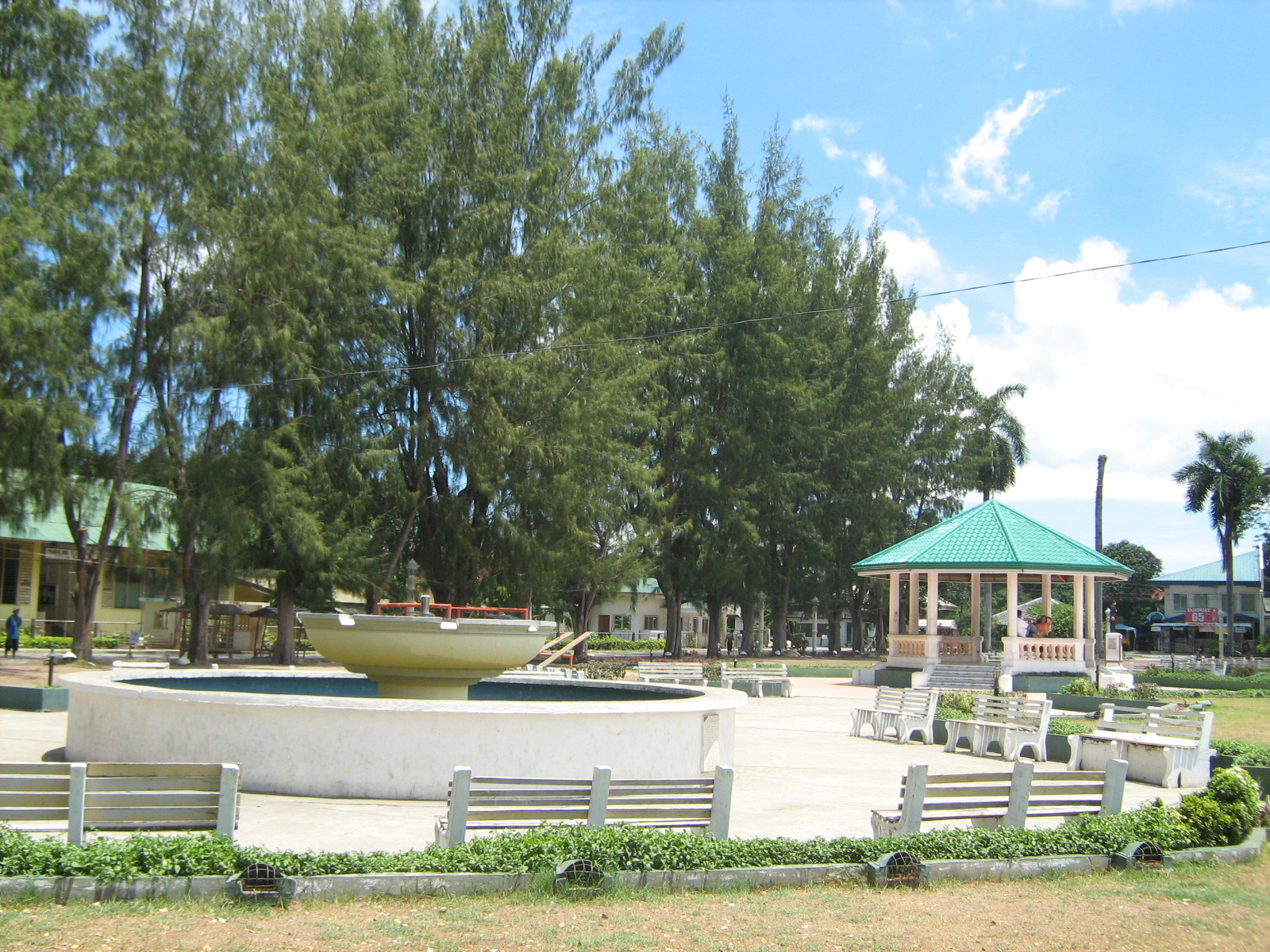